# Клименки (Зеньковский район)
Клименки (укр. Клименки) — село,
Челно-Федоровский сельский совет,
Зеньковский район,
Полтавская область,
Украина.
Код КОАТУУ — 5321387205. Население по переписи 2001 года составляло 6 человек.

## Географическое положение
Село Клименки примыкает к селу Бабанское.